# Lecithophyllum pyriforme
Lecithophyllum pyriforme är en plattmaskart. Lecithophyllum pyriforme ingår i släktet Lecithophyllum och familjen Hemiuridae. Inga underarter finns listade i Catalogue of Life.